# Aurelio García y García
Aurelio García y García (Lima, 28 de noviembre de 1836-a bordo del transporte Santa Rosa, frente al Callao, 25 de junio de 1888) fue un marino, diplomático y político peruano. Amigo y compañero de armas de Miguel Grau, Manuel Ferreyros y Lizardo Montero, todos ellos integraron una notable generación de marinos peruanos conocidos como los Cuatro Ases de la Marina de Guerra del Perú.
En 1867, viajó a la ciudad de Nueva York y luego a Nueva Orleans para realizar una inspección a los monitores fluviales USS Oneoto y USS Catawba (luego Manco Cápac y Atahualpa), que costaron lo mismo que las fragatas blindadas chilenas Blanco Encalada y Cochrane. No solo fueron sobrevaluados estos monitores usados, lo más grave es que, cuando García efectuó la inspección, esas naves pertenecían al Gobierno de los Estados Unidos: fueron vendidos a Swift y Compañía en 1868 por el precio de 755,000 pesos quien los revendió de inmediato al gobierno peruano por 2 millones de pesos. A pesar del resultado de una Comisión Investigadora en el congreso estadounidense, lejos de investigar y sancionar a los responsables en el Perú, Aurelio García siguió su carrera militar y Mariano Ignacio Prado volvió a ser presidente de la República.
Al estallar la Guerra del Pacífico, fue nombrado Jefe de la Segunda División Naval del Perú y participó en la campaña naval a bordo de la corbeta Unión. Luego actuó en la defensa de Lima. Como político fue ministro del gobierno de Manuel Pardo (1875-1876); y canciller y presidente del Consejo de Ministros bajo la dictadura / presidencia de Nicolás de Piérola (1881). También fue elegido alcalde de Lima (1877). Fue además un hombre de amplia cultura, que dominaba a cabalidad el idioma inglés y que tenía inclinaciones científicas.

## Biografía
Sus padres fueron José Antonio de Abad Marcelo García y González y Josefa García Urrutia. Estudió en el Convictorio de San Carlos y pasó luego a la Escuela Naval Militar donde egresó como guardiamarina (1852). Como otros marineros de su tiempo sirvió tanto a la marina de guerra como a la marina mercante.
Fue ascendido a alférez de fragata en 1854 y enviado a Inglaterra para que formara parte de la tripulación enviada para traer el transporte bélico Tumbes, construido en dicho país. Ya de vuelta en el Callao, fue ascendido a teniente segundo y destinado al vapor Ucayali (1856). Poco después pidió permiso para servir en la marina mercante. Visitó diversos puertos peruanos y extranjeros y recopiló información para su Derrotero de la costa del Perú, hasta que en 1862 volvió a la armada como comandante del bergantín Almirante Guise, siendo ascendido a teniente primero.
En 1863 pasó a ser comandante del vapor General Lerzundi. Por entonces se hacía urgente el rearme peruano ante la amenazadora presencia de la Escuadra Española del Pacífico en aguas sudamericanas. En 1864, ya con el grado de capitán de corbeta, viajó nuevamente a Inglaterra, con la misión de inspeccionar la construcción de la fragata blindada Independencia. 
En 1865, tras ser ascendido a capitán de fragata, tomó el mando de la Independencia, emprendiendo el viaje al Perú. En el puerto de Brest (Francia) se le unió el monitor Huáscar (construido también en Inglaterra), comandando por José María Salcedo con el que continuó el viaje en convoy. Durante el trayecto hacía América se desató una enconada odiosidad entre García y García con su connacional José María Salcedo, que los llevó al extremo de llegar a embestirse en altamar y desatarse una confrontación particular entre ambas tripulaciones.
Al llegar el convoy de blindados a Valparaíso (junio de 1866), Salcedo fue destituido por orden del gobierno;  y García y García se enteró de que había sido nombrado jefe de la escuadra peruano-chileno aliada el marino norteamericano John Tucker; en protesta contra lo que consideraba una afrenta a los oficiales peruanos, por lo tanto renunció al mando de la Independencia y retornó a Lima. Junto con otros marinos peruanos, entre ellos Miguel Grau, fue sometido a consejo de guerra por insubordinación, pero resultó finalmente absuelto.
En 1867 pasó a comandar el transporte Chalaco. Luego, volvió al mando de la Independencia. En 1870 fue ascendido a capitán de navío. 

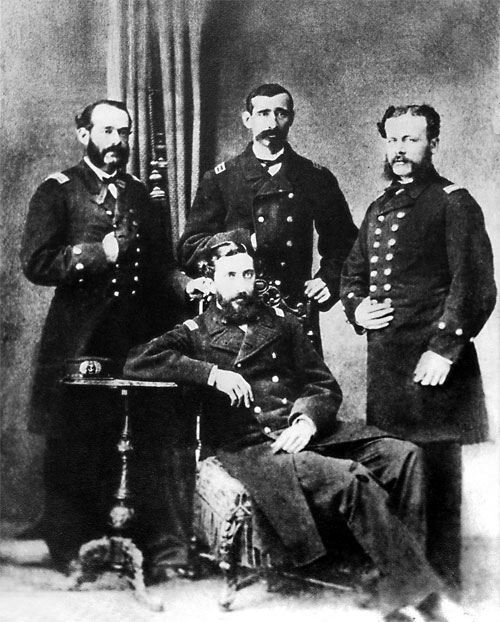
Los «Cuatro Ases de la Marina Peruana». Parados, de izquierda a derecha, Miguel Grau (piurano), Lizardo Montero (piurano) y Aurelio García y García (limeño). Sentado: Manuel Ferreyros (limeño).

Al producirse el golpe de Estado de los coroneles Gutiérrez en julio de 1872, promovió el pronunciamiento en defensa del orden legal; el documento respectivo, firmado por los oficiales de la marina, entre los que se contaban Miguel Grau, José Melitón Rodríguez, Carlos Ferreyros y Manuel Melitón Carvajal, dice lo siguiente 

El inaudito abuso de fuerza con que el día de ayer ha sido escandalizada la Capital de la República, debía encontrar, como en efecto ha sucedido, el rechazo más completo de parte de los jefes y oficiales de la Armada que suscriben, quienes ajenos a toda liga personal, no reconocen otra regla de conducta que la emanada o dirigida al fiel cumplimiento de las instituciones patrias.

 La escuadra se hizo a la mar, y a bordo de la Independencia fue trasladado el presidente electo Manuel Pardo y Lavalle hacia Pisco, a fin de ponerlo a salvo de los golpistas.
Vuelta la tranquilidad, retornó al mando de la Independencia y fue incorporado a la Comisión Consultiva de Marina. En noviembre de 1872 fue nombrado enviado extraordinario y ministro plenipotenciario en los imperios de Japón y China, para solucionar el incidente provocado por algunos culíes o trabajadores chinos que en puerto japonés habían escapado de la barca María Luz. Firmó con los emperadores de estos países tratados que establecían relaciones diplomáticas entre Perú y dichas potencias asiáticas: con el Japón un tratado de paz, navegación y comercio (21 de agosto de 1873) y con China una convención para regular la emigración de trabajadores chinos hacia el Perú (26 de junio de 1874). De esta forma Perú se convirtió en el segundo país americano después de Estados Unidos en establecer relaciones oficiales con el Imperio del Sol Naciente y el Imperio Celestial. 
A su regreso fue nombrado Ministro de Gobierno y Obras Públicas, cargo que ejerció del 10 de marzo de 1875 al 2 de agosto de 1876, es decir, hasta finalizar el gobierno de Manuel Pardo. Fue también alcalde de Lima (1877), diputado por la entonces provincia piurana de Tumbes entre 1876 y 1878.
Al estallar la Guerra con Chile en 1879 fue nombrado Jefe de la Segunda División Naval del Perú, conformada por la corbeta Unión, la cañonera Pilcomayo y el transporte Oroya. Durante la campaña naval estuvo a bordo de la Unión (cuyo comandante era Nicolás Portal), y en ella participó en la mayoría de combates navales de la guerra. Estuvo así en el primero de ellos, el combate naval de Chipana (12 de abril de 1879), en donde al lado de la Pilcomayo enfrentó a la cañonera chilena Magallanes. Luego hizo algunas incursiones en la costa chilena y capturó a cargueros chilenos como el Adelaida Rojas y el Saucy Jack, así como varias barcas mercantes. Y con el apoyo del Huáscar, acorraló y capturó al transporte chileno Rímac, que llevaba tropas y pertrechos hacia Antofagasta (23 de junio de 1879). Por la correspondencia oficial tomada del Rímac, se supo que los chilenos esperaban un transporte de armas y pertrechos que vendría por el estrecho de Magallanes, por lo que el gobierno peruano encomendó a Aurelio García partir de inmediato con la Unión al extremo sur del continente, para interferir tal embarque. La Unión entró en los canales del estrecho el 13 de agosto y llegó hasta Punta Arenas, donde se conoció que el embarque ya se había realizado. García y García no ordenó ningún acto hostil contra la población civil, la cual quedó muy agradecida y le envió una comitiva para expresárselo directamente. Si bien no se logró el objetivo, fue este un viaje memorable, por la mentalidad superior y la pericia técnica de los marinos peruanos. 

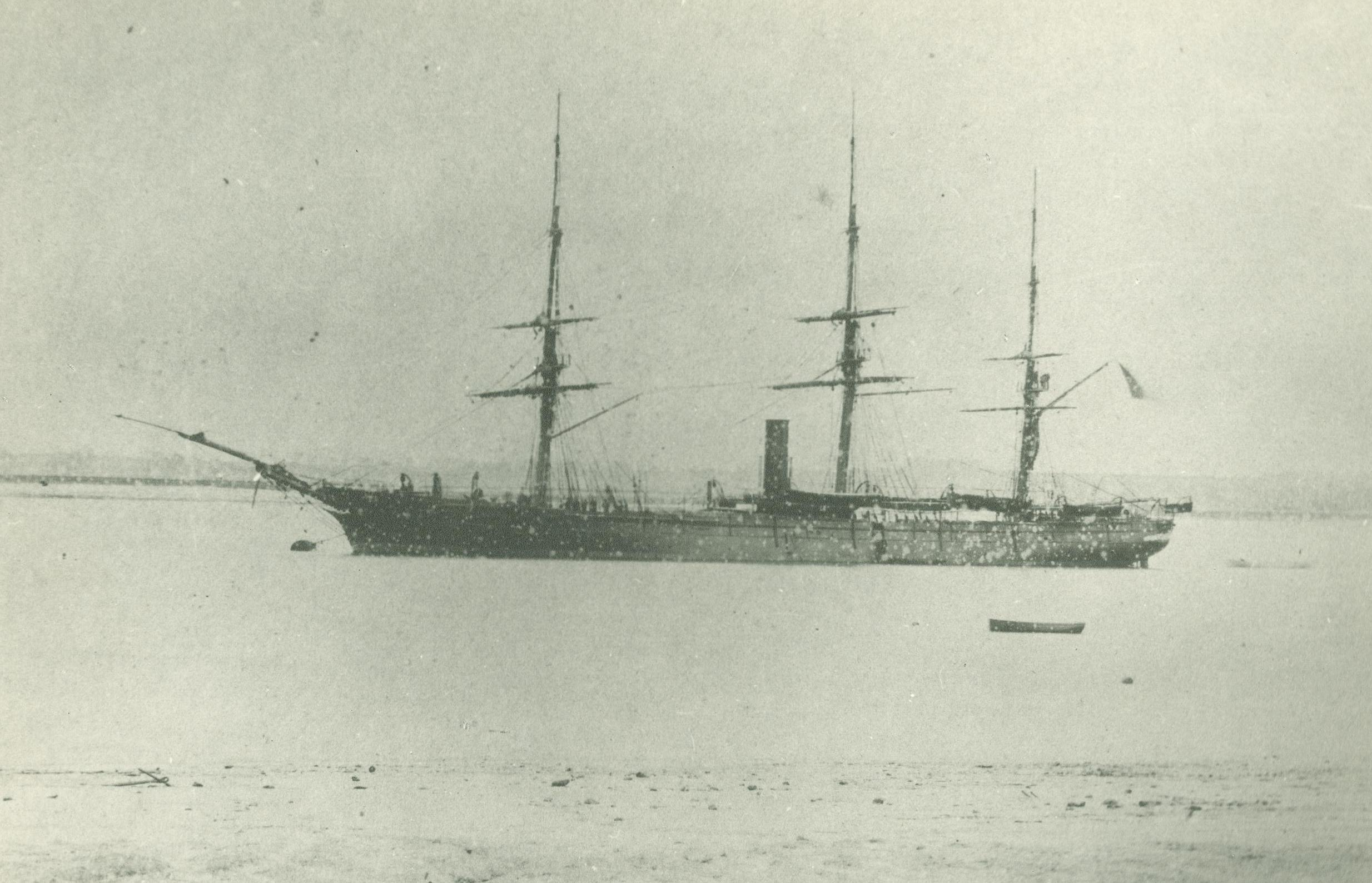
Corbeta peruana Unión, a bordo de la cual estuvo Aurelio García y García como Jefe de la Segunda División Naval del Perú durante la campaña naval de 1879.

Al lado del Huáscar comandado por Grau, la Unión con García y García continuó recorriendo el litoral chileno, hasta que finalmente toda la flota chilena los acorraló en Punta Angamos, el 8 de octubre de 1879. Siguiendo estrictamente las instrucciones dadas por el Supremo Director de Guerra ante circunstancias de ese tipo, Grau ordenó a la Unión que se pusiera a salvo a toda máquina. García y García cumplió la orden, no sin antes haber intentado atraer hacia su buque la atención de los navíos chilenos, para así separarlos y posibilitar la fuga del Huáscar. Pero los chilenos descubrieron pronto el engaño y fue así como Grau y la tripulación del glorioso monitor enfrentaron solos el sacrificio.
García y García, merced al rápido andar de su buque, logró eludir la persecución de las corbetas chilenas Loa y O'Higgins, llegando a Arica, para zarpar luego al Callao. Ya en Lima, se sometió a su propio pedido a un sumario indagatorio para aclarar su conducta seguida en Angamos, siendo absuelto de todo cargo y responsabilidad. Nicolás de Piérola, autoproclamado Jefe Supremo a fines de 1879, lo incluyó entre sus asesores militares. Junto con Antonio Arenas fue uno de los plenipotenciarios que a nombre del Perú participó en las fallidas conferencias de paz con Chile celebradas a bordo de la corbeta norteamericana Lackawanna, anclada en Arica, en octubre de 1880. Luego luchó en la defensa de Lima, resultando herido, tras lo cual acompañó al dictador Piérola en su retirada hacia la sierra del Perú, actuando como su secretario general. Fue nombrado representante ante el gobierno de Bolivia, con quien negoció un Tratado de Comercio y Aduanas (7 de junio de 1881). Por entonces fue ascendido a contralmirante.
Cuando Piérola fue nombrado presidente provisorio por la Asamblea de Ayacucho, García y García fue designado presidente del Consejo de Ministros y Ministro de Relaciones Exteriores, cargo que ejerció de 30 de octubre a 28 de noviembre de 1881. El gabinete ministerial estaba integrado por Andrés A. Cáceres, Pedro Alejandrino del Solar, Lizardo Montero y Manuel Galup, los cuales nunca llegaron a reunirse. Tras la renuncia de Piérola, García y García volvió a Lima, donde se contó entre los fundadores del Partido Nacional, después llamado Partido Demócrata, el 5 de febrero de 1882, iniciativa tomada por el mismo Piérola, como preparativo para la futura reconstrucción del país.
Los chilenos pusieron precio a su cabeza y su casa en Lima fue saqueada e incendiada, por lo que tuvo que salir del país. Pasó a Londres, donde a través de cartas publicadas en las páginas del The Times (diario amigo de la causa chilena) denunció de un lado la execrable actuación de Chile durante la guerra y por otro expuso la posición del Perú ante los proyectos de paz. El gobierno del general Miguel Iglesias lo acreditó como ministro plenipotenciario ante la Corona británica y la Santa Sede, pero renunció tras la dimisión de Iglesias, luego de la guerra civil de 1884-1885.
Retornó a Lima y asumió la gerencia de una compañía financiada por inversionistas ingleses, que debía explotar las minas de La Unión, en el departamento de Arequipa; pero durante un viaje de inspección a dichos yacimientos, fue víctima de una súbita y grave enfermedad. Cuando era trasladado hacia Lima falleció a bordo del barco Santa Rosa, frente al Callao (1888). Enterrado inicialmente en el Cementerio Presbítero Maestro, en 1908 fue transferido a la Cripta de los Héroes dentro del mismo cementerio, donde se encuentra reposando hasta la actualidad.

## Familia
En 1862 fue padre de la educadora Elvira García y García.
En 1864, en la iglesia de San Marcelo en Lima, se casó con Teresa Lastres y Riglos, hija del prócer José María Lastres. Sus ocho hijos fueron Aurelio, María, Héctor, Nicanor, Elena Rosa, Angélica, Lucila y Mercedes. Descendientes suyos fueron Héctor García Ribeyro, Enrique García Sayán, Diego García-Sayán Larrabure, Luis Echecopar García y Felipe Osterling Parodi.
Su hermano mayor, José Antonio García y García (1832-1886), fue abogado y diplomático, y ejerció como ministro de Relaciones Exteriores en 1876-1877. Su hermano Vidal García y García (1837-1888) fue ministro plenipotenciario en Chile y vencedor del Combate del 2 de mayo de 1866. Otro de sus hermanos, aunque menos conocido, fue Narciso García y García, que en 1880 era capitán de corbeta y combatió en la batalla de Miraflores al mando de la Batería N.º 1. Su hermano menor, Guillermo García y García (1847-1879), fue también marino, murió heroicamente a bordo de la fragata Independencia, durante el combate de Punta Gruesa (21 de mayo de 1879).

## Publicaciones
- Derrotero de la costa del Perú (1863 y 1870; traducida al inglés en Nueva York, 1866).
- Apuntamientos sobre la fragata blindada Independencia, construida en Londres para la marina de guerra peruana bajo la dirección e inspección del capitán de fragata...  (1866).
- Parte oficial que presenta al Supremo Gobierno del Perú... Comandante de la fragata blindada Independencia sobre las operaciones y movimientos de dicho buque en su viaje de Inglaterra al Pacífico (1866).
- Suplemento indispensable a los folletos dados a luz por don José M. Salcedo durante su escapada a Europa en 1867 y después de su fuga a Chile en 1869 (1869).
- Caza y apresamiento del transporte de guerra chileno Rímac por la corbeta peruana Unión el 23 de junio de 1879 (1879).
- La corbeta Unión el 8 de octubre de 1879 (1880).
- Memoria... a la asamblea nacional reunida en Ayacucho (1881).

Tradujo del inglés el tratado sobre Táctica naval de Foxhall A. Parker (1870).
| Predecesor: Ricardo W. Espinoza Medina    | Ministro de Gobierno y Obras Públicas del Perú 10 de marzo de 1875 - 2 de agosto de 1876     | Sucesor: Manuel F. Benavides                           |
| Predecesor: Ignacio de Osma               | Alcalde Metropolitano de Lima 1877                                                           | Sucesor: Pedro José Saavedra                           |
| Predecesor: Pedro José Calderón           | Ministro de Relaciones Exteriores del Perú 17 de enero de 1881 - 12 de marzo de 1881         | Sucesor: Manuel María Gálvez Egúsquiza                 |
| Predecesor: Camilo N. Carrillo Martínez   | Presidente del Consejo de Ministros del Perú 30 de octubre de 1881 - 28 de noviembre de 1881 | Sucesor: Juan Manuel Arbaiza                           |
| Predecesor: Manuel María Gálvez Egúsquiza | Ministro de Relaciones Exteriores del Perú 30 de octubre de 1881 - 28 de noviembre de 1881   | Sucesor: Rafael Villanueva Cortez (Secretario General) |